# Июнь 2013 года

Список событий июня 2013 года.

## События
- 1 июня
  - Московский ЦСКА стал обладателем Кубка России по футболу, одолев в финале махачкалинский «Анжи»[1].
  - В 5,8 млн километров от Земли пролетел астероид 1998 QE2 размером 2,75 километра с собственным спутником[2].
  - Арестован мэр Махачкалы Саид Амиров[3].
  - Открылась 55-я Венецианская биеннале[4].
  - С территории Сирии по Ливану нанесён массированный ракетный удар, 16 ракет поразили деревни и городки в долине Бекаа[5].
  - В России начал действовать федеральный закон «О курении»[6].
- 2 июня
  - Конституционный суд Египта признал незаконной конституцию страны и распустил верхнюю палату парламента[7].
- 3 июня
  - В Екатеринбурге (Россия) начался саммит Россия-ЕС[8].
  - Наводнения в Центральной Европе: чтобы ослабить давление воды на дамбы Каскада Влтавы, власти Чехии были вынуждены открыть шлюзы на юге страны. В стране объявлено чрезвычайное положение[9].
  - Российский англоязычный телеканал Russia Today стал первым в мире новостным каналом, преодолевшим отметку в миллиард просмотров на YouTube[10].
  - В штате Мэриленд начался суд над рядовым американской армии Брэдли Мэннигом по обвинению в государственной измене, шпионаже и сотрудничестве с WikiLeaks[11].
- 4 июня
  - Китай создал самый мощный в мире компьютер, обойдя США[12].
- 5 июня
  - Банкир из Техаса пообещал 1 млн долларов за доказательство теоремы[13].
  - В результате пожара на перегоне «Охотный ряд» — «Библиотека имени Ленина» в московском метро 1500 человек были эвакуированы, 45 обратились за медицинской помощью[14].
  - Наваз Шариф избран премьер-министром Пакистана[15].
  - Мэр Москвы Сергей Собянин подал в отставку[16].
  - Сюзан Райс, постоянный представитель США при ООН, назначена советником президента Обамы по вопросам национальной безопасности[17].
  - К двум годам тюремного заключения приговорён лидер оппозиции и бывший премьер-министр Словении Янез Янша[18].
- 6 июня
  - Владимир Путин и Людмила Путина объявили о намерении развестись[19][20].
  - Дублинская литературная премия 2013 года досталась ирландскому писателю Кевину Барри за роман «Город Боэна»[21].
  - Вступило в силу соглашение об упрощении пересечения границы между Россией и Латвией жителями приграничных территорий с обеих сторон[22].
- 7 июня
  - Глава национальной разведки США Джеймс Клеппер признал, что власти страны получают данные о пользователях интернет-компаний, ранее газета Washington Post сообщила, что американские спецслужбы имеют прямой доступ к серверам девяти крупнейших интернет-компаний, включая Apple, Facebook, Google и Microsoft в рамках секретной программы PRISM[23].
  - Американская актриса Шэннон Ричардсон арестована по подозрению в рассылке писем с рицином президенту США Бараку Обаме и мэру Нью-Йорка Майклу Блумбергу[24].
- 8 июня
  - Серена Вильямс стала чемпионкой чемпионата Франции по теннису среди женщин[25].
  - Президент Судана Омар Башир дал указание нефтяным компаниям остановить транзит по территории страны нефти из Южного Судана, который поддерживает Суданский революционный фронт, воюющий против суданской армии в штатах Южный Кордофан и Голубой Нил[26].
  - Парламентские выборы в Науру[27].
- 9 июня
  - Представители Северной и Южной Кореи договорились провести 12 июня в Сеуле встречу министров[28].
  - Эдвард Сноуден, бывший сотрудник технических служб ЦРУ, был назван газетой Guardian информатором, организовавшим утечку данных о деятельности разведслужб США[29].
  - Главный приз фестиваля «Кинотавр» получил фильм Александра Велединского «Географ глобус пропил», снятый по мотивам одноимённого романа Алексея Иванова[30].
  - В Китае предстал перед судом бывший министр железных дорог Лю Чжицзюнь, которого считают одним из отцов-основателей высокоскоростного железнодорожного сообщения страны[31].
  - Завершился открытый чемпионат Франции по теннису 2013 года, победителем среди мужчин стал Рафаэль Надаль[25].
- 10 июня
  - Китайская госкомпания Cnooc подала совместно с исландской Eykon Energy заявку на освоение шельфового месторождения у берегов острова Ян-Майен, для это первый китайский шельфовый проект в Арктике[32].
  - Аспирант Московской государственной консерватории имени Чайковского Вадим Холоденко выиграл первую премию 14-го Международного конкурса пианистов имени Вана Клиберна[33].
- 11 июня
  - В КНР с космодрома Цзюцюань запущен космический корабль Шэньчжоу-10. Экипаж: Не Хайшэн, Чжан Сяогуан и женщина-тайконавт Ван Япин[34][35].
  - Президентом Науру избран Барон Вака[36].
- 12 июня
  - Пхеньян отменил согласованную на 12—13 июня 2013 года встречу в столице Южной Кореи по вопросу напряжённой ситуации на Корейском полуострове[37].
  - Правительство Греции в целях экономии закрыло крупнейшую государственную телерадиокомпанию ERT[38].
  - Государственная налоговая служба Украины провела обыски в киевском офисе Webmoney, итогом которых стали блокировка счетов с 60 млн гривен[39].
- 13 июня
  - Состоялась стыковка китайского космического корабля Шэньчжоу-10 со станцией Тяньгун-1[40].
  - Верховный суд США постановил, что компании не имеют права патентовать гены человека, если только копии ДНК не получены искусственным путём[41].
  - Дебют южнокорейского бойбенда, сформированного в 2013 году компанией Big Hit Entertainment. Также известные как Bangtan Boys или Beyond The Scene — BTS.
- 14 июня
  - Выборы президента Ирана[42]. Победу одержал Хасан Рухани[43].
  - Антипиратский законопроект принят Госдумой в первом чтении[44].
- 15 июня
  - Автоматический грузовой корабль ATV-4 «Альберт Эйнштейн» пристыковался к МКС[45].
  - Президент Египта Мохаммед Мурси заявил о разрыве дипломатических отношений с Сирией[46].
- 16 июня
  - Конституционный суд Кувейта принял решение о роспуске парламента страны и проведении досрочных парламентских выборов[47].
  - Гольфист Джастин Роуз стал первым за 43 года британским спортсменом, одержавшим победу в финале Открытого чемпионата США по гольфу[48].
- 17 июня
  - Начал работу 39-й саммит G8 (Лох-Эрн, Великобритания)[49].
  - В Ле-Бурже (Франция) открылся 50-й Международный авиационно-космический салон Paris Ais Show 2013[50].
- 18 июня
  - Молодёжная сборная Испании по футболу второй раз подряд выиграла чемпионат Европы[51].
  - На испытательном полигоне близ Чапаевска (Самарская область) произошли взрывы. Один человек погиб, 34 пострадали. Из посёлка Нагорный в город Чапаевск было эвакуировано 6,49 тысячи человек[52].
- 20 июня
  - В Санкт-Петербурге (Россия) начал работу Международный экономический форум[53].
  - В Москве начал работу 35-й Московский международный кинофестиваль[54].
  - Премьер-министр Палестины Рами Хамдалла подал в отставку[55].
  - Сильнейшее наводнение на севере Индии, 535 человек погибли, более 13 тыс. числятся пропавшими без вести[56].
  - В Белоруссии стартовал конкурс социальных проектов Social Weekend[57].
- 21 июня
  - В Индии после продолжительных дождей наступило разрушительное наводнение с человеческими жертвами[58].
- 22 июня
  - В Мытищинском районе Подмосковья открыто Федеральное военное мемориальное кладбище[59].
  - В Индонезии произошло землетрясение магнитудой 5,4[60].
- 23 июня
  - Нападение боевиков на лагерь альпинистов возле горы-восьмитысячника Нангапарбат в Пакистане; пятеро украинцев, трое китайцев и литовец расстреляны[61].
  - Автокатастрофа в Черногории: румынский автобус, следовавший по трассе Подгорица — Колашин, упал с обрыва; погибли 18 человек, 29 получили ранения[62].
  - Парламентские выборы в Албании[63]. Победу одержала оппозиционная Социалистическая партия Албании[64].
- 24 июня
  - В Греции сформировано новое правительство. Вице-премьером и министром иностранных дел назначен Евангелос Венизелос[65].
  - Суд Милана приговорил экс-председателя Совета министров Италии Сильвио Берлускони к 7 годам лишения свободы, признав его виновным в сексуальной связи с несовершеннолетней, а также в злоупотреблении служебным положением, пожизненно запретив ему занимать государственные посты[66].
  - Россиянин разработал технологию, которая сможет обеспечить мобильные устройства бесплатным интернетом[67].
- 25 июня
  - Боевики движения Талибан совершили нападение на президентский дворец в Кабуле[68].
  - Эмир Катара Хамад бин Халифа Аль Тани отрёкся от престола в пользу своего сына[69].
  - Иржи Руснок назначен премьер-министром Чехии[70].
  - Нури Абу Сахмейн избран новым главой Всеобщего национального конгресса Ливии[71].
- 26 июня
  - Китайский космический корабль Шэньчжоу-10 с экипажем тайконавтов Чжан Сяогуан, Не Хайшэн и Ван Япин совершил посадку[72].
  - Президентские выборы в Монголии[73]. Победу одержал действующий президент Цахиагийн Элбегдорж[74].
  - Премьер-министр Австралии Джулия Гиллард подала в отставку, после того как новым главой Либеральной партии был избран бывший премьер-министр Кевин Радд[75].
- 27 июня
  - В Венесуэле обнаружены обломки пропавшего в январе 2013 года самолёта, на котором летел финансовый директор и наследник компании Missoni Витторио Миссони. Все 6 человек, находившиеся на борту самолёта, погибли[76].
  - Премьер-министр Ливии Али Зейдан отправил в отставку министра обороны Мохаммеда аль-Баргати из-за непрекращающихся вооружённых столкновений в стране[77].
- 29 июня
  - Фильм «Частица» турецкого режиссёра Эрдема Тепегёза[тур.] получил главный приз 35-го Московского международного кинофестиваля[78].
- 30 июня
  - В Сенегале арестован бывший президент Чада Хиссен Хабре[79].
  - Начало массовых беспорядков в Египте с требованием отставки президента страны Мохаммеда Мурси[80].